# Преображенский, Фёдор Агафонович
Фёдор Агафо́нович (Агафо́никович) Преображе́нский (1824—1895) — генерал-лейтенант по армейской пехоте русской армии; участник Кавказской и Русско-турецкой (1877—1878) войн, эриванский губернский воинский начальник.

## Биография
Родился в 1824 году. Происходил из дворян Тульской губернии.
В офицерском чине с 1 октября 1843 года. Служил в Кубанском пехотном полку, командиром которого (с 1852 года) был его старший брат, тогда уже полковник, Василий Агафонович Преображенский. В 1854 году произведён в капитаны. С 1853 года принимал участие в Кавказской войне, за боевые отличия в которой в 1856 году был произведён в майоры, а в 1857 году стал подполковником. Неоднократно награждался боевыми орденами, а также золотой саблей «За храбрость».
По окончании войны Преображенский 22 августа 1864 года был произведён в полковники. Был членом попечительского совета благотворительного учреждения Закатальского женского училища (открытого 1 октября 1864 г.). В дальнейшем командовал кавказскими линейными батальонами (в 1866 г. ― 25-м, затем с того же года ― 32-м и с 1868 г. ― 20-м).
Во время Русско-турецкой войны (1877―1878) Преображенский состоял на должности эриванского губернского воинского начальника, а также начальника эриванского военного и кавказского временно-военного № 17 госпиталей. После получения 6 июня 1877 года известий о неудачном для русских бое у Инджа-су и блокировании в баязетской цитадели русского гарнизона, для защиты границы, бывшей к тому времени практически незащищённой, по предложению Преображенского в спешном порядке принялись стягивать все близ располагавшиеся подразделения, включая блокпосты. Генерал-губернатор Рославлев, вступивший в то время в должность командующего войсками Эриванской губернии, назначил Преображенского начальником пехоты. 12―13 июня того же года Преображенский в составе наспех сформированного Чингильского отряда под общим командованием Келбали-хана Нахичеванского участвовал в марш-броске на Баязет с целью освободить осаждённый в его цитадели русский гарнизон. Во время той операции Преображенский руководил всеми пехотными частями отряда. 18 декабря того же года произведён в генерал-майоры (со старшинством от 12 июня) с оставлением в занимаемой должности и с зачислением по армейской пехоте.
С 1881 (возможно, с декабря 1880) года числился в запасных войсках, а 29 января 1883 года был зачислен в запас по армейской пехоте; генерал-лейтенант с 29 июля 1893 года.
Умер 5 (17) июля 1895 года в селе Гололобово, Коломенского уезда Московской губернии и был похоронен в сельце Новосёлки Коломенского уезда. Однако ошибочно продолжал числиться в списках чинам запаса на 01.09.1896 и 01.01.1897. 
Известно, что Преображенский завещал 5000 рублей на стипендию своего имени в Московском университете.

## Награды
российские ордена:
- орден Св. Анны 4-й ст. с надписью «За храбрость» (1855)
- орден Св. Анны 3-й ст. с мечами и бантом (1859)
- золотая сабля «За храбрость» (1859)
- орден Св. Станислава 2-й ст. с императорской короной (1862)
- орден Св. Анны 2-й ст. с мечами (1863) и императорской короной (1868)
- орден Св. Владимира 4-й ст. с бантом [25 лет] (1866)
- орден Св. Владимира 3-й ст. (1872)

иностранные ордена:
- орден Льва и Солнца 1-й ст. (Персия, 1878)